# Ívira
Ívira (Ivira) är en ort i Grekland.   Den ligger i prefekturen Nomós Serrón och regionen Mellersta Makedonien, i den nordöstra delen av landet, 300 km norr om huvudstaden Aten. Ívira ligger 68 meter över havet och antalet invånare är 615.
Terrängen runt Ívira är platt åt nordost, men åt sydväst är den kuperad.Runt Ívira är det ganska glesbefolkat, med 22 invånare per kvadratkilometer. Närmaste större samhälle är Néos Skopós, 16,1 km nordväst om Ívira. Trakten runt Ívira består till största delen av jordbruksmark.